# Ministeransvarlighedsloven
Ministeransvarlighedsloven er den gængse betegnelse for Lov om ministres ansvarlighed, der fastlægger det retlige ministeransvars indhold. Loven har sin baggrund i § 13 i Grundloven, ifølge hvilken ministrenes ”ansvarlighed bestemmes nærmere ved lov” .
Loven angår alene ministres retlige ansvar for deres embedsførelse. En minister kan straffes, hvis han eller hun ”forsætligt eller af grov uagtsomhed har tilsidesat de pligter, der påhviler vedkommende efter Grundloven eller lovgivningen i øvrigt eller efter stillingens beskaffenhed” . Det samme gælder, hvis en minister ”giver Folketinget urigtige eller vildledende oplysninger eller under Folketingets behandling af en sag fortier oplysninger, der er af væsentlig betydning for tingets bedømmelse af sagen” .
Den gældende ministeransvarlighedslov er fra 1964 og er senest revideret i 2000.

## Tiltale
Ifølge Grundlovens § 16, 1. pkt., kan tiltale for ministres embedsførelse rejses af kongen eller Folketinget. Forretningsorden for Folketinget indeholder nærmere bestemmelser om fremgangsmåden ved Tingets behandling af spørgsmål om ministeransvar.

## Påkendelse
Ifølge Grundlovens § 16, 2. pkt., påkendes de mod ministrene for deres embedsførelse anlagte sager af Rigsretten.

## Strafferammer
Straffen for overtrædelse af loven er bøde eller fængsel i indtil to år. Er forholdet begået af uagtsomhed, er straffen bøde eller fængsel indtil 4 måneder.

## Retspraksis
Siden vedtagelsen i 1964 har loven været anvendt to gange.
På grundlag af et forslag fra Udvalget for Forretningsordenen blev forhenværende justitsminister Erik Ninn-Hansen ved en folketingsbeslutning i juni 1993 tiltalt for overtrædelse af lovens § 5, stk. 1, ved som justitsminister at være ansvarlig for, at Direktoratet for Udlændinge fra september 1987 til januar 1989, i et stort antal sager undlod efter ansøgning at give opholdstilladelse til familiemedlemmer til flygtninge fra Sri Lanka med bopæl i Danmark, uagtet at betingelserne for at give opholdstilladelse efter udlændingelovens § 9 var opfyldt, hvorfor familiemedlemmerne havde retskrav på opholdstilladelse og familiesammenføring i Danmark. Ninn-Hansen blev i juni 1995 af Rigsretten idømt fire måneders betinget fængsel for sin rolle i sagen.
På grundlag af et forslag fra Udvalget for Forretningsordenen blev forhenværende minister Inger Støjberg ved en folketingsbeslutning af 2. februar 2021 tiltalt for overtrædelse af lovens § 5, stk. 1, ved som udlændinge-, integrations- og boligminister at være ansvarlig for, at Udlændingestyrelsen i perioden fra den 10. februar 2016 og indtil senest den 12. december 2016 iværksatte og fastholdt en indkvarteringsadministration, hvorefter der i et antal sager adskiltes ægtefæller og samlevende par indkvarteret i asylsystemet, hvoraf mindst den ene part var under 18 år, i strid med Den Europæiske Menneskerettighedkonventions artikel 8 og under tilsidesættelse af almindelige forvaltningsretlige grundsætninger om saglig forvaltning, pligtmæssigt skøn og proportionalitet samt forvaltningsrettens og Den Europæiske Menneskerettighedskonventions krav til konkret og individuel partshøring, sagsoplysning og begrundede afgørelser, idet det i tiltalen blev anført som en skærpende omstændighed, jf. lovens § 5, stk. 2, at ministeren i tilknytning til dette forløb afgav urigtige eller misvisende oplysninger til Folketinget under fire samråd i Folketingets Udlændinge- og Integrationsudvalg – tre samråd i 2017 og ét samråd i 2019. Rigsrettens dømte Støjberg til 60 dages fængsel for ulovlig administration. Højesteretsdommer Jens Peter Christensen har efterfølgende konkluderet, at (1) Rigsretten ikke har nogen detailgrænse, hvor en "næse" ville være tilstrækkeligt og at (2) embedsmændene loyalt og klart skal advare ministeren, når det lovlige område forlades.